# Nikolaikirchhof Görlitz

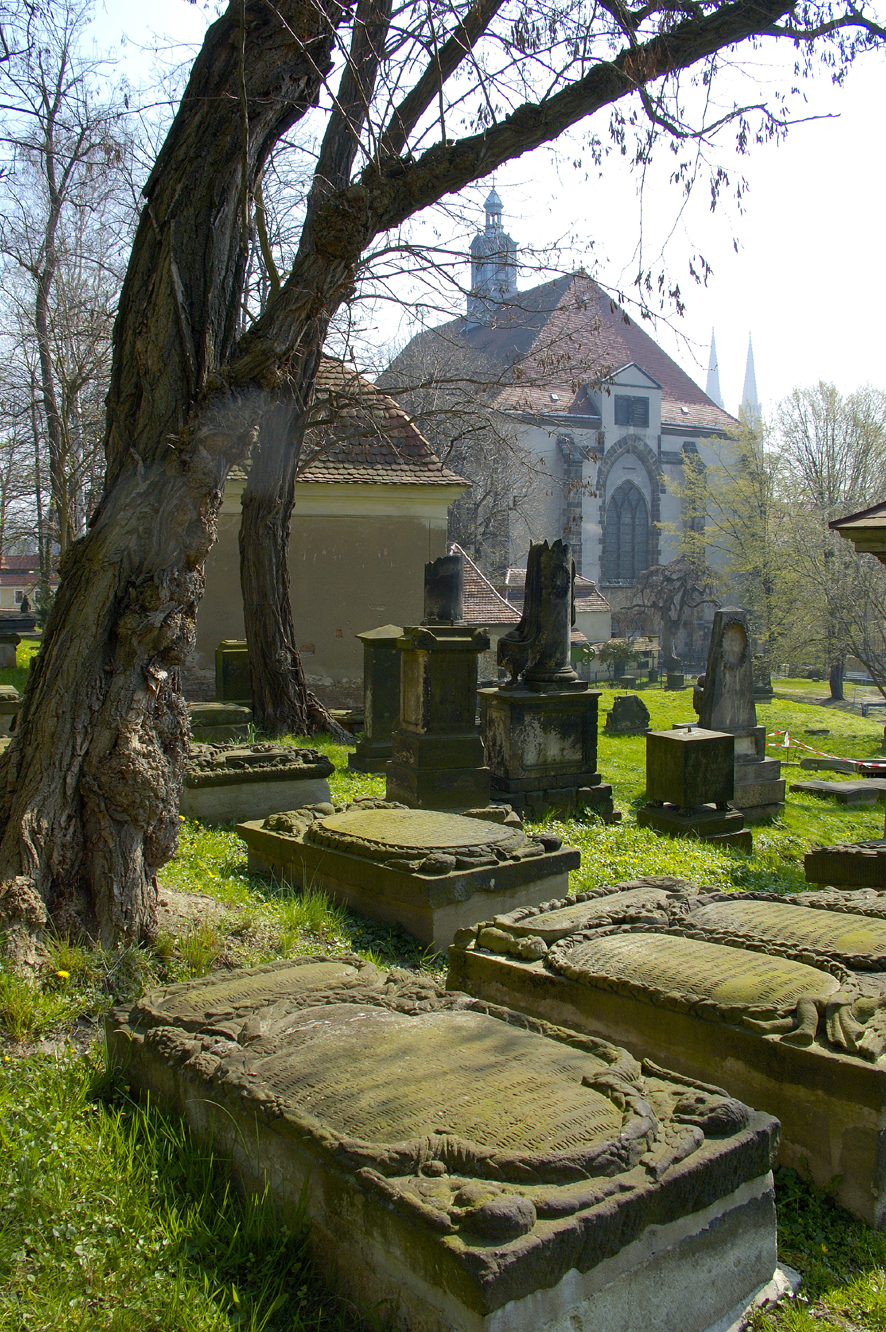
Westlicher Kirchhofsbereich und Nikolaikirche

Der Nikolaikirchhof (auch Nikolaifriedhof) war von seiner Anlage wohl im 12. Jahrhundert bis zur Eröffnung des kommunalen Friedhofs 1847 der Hauptbegräbnisort der Stadt Görlitz. Erstmals erwähnt wurde er um 1305 im ältesten Görlitzer Stadtbuch. Aufgrund seines reichen Grabmal- und Epitaphenbestandes vom frühen 17. bis in die Mitte des 19. Jahrhunderts sowie der Grufthäuser des 17. und 18. Jahrhunderts gilt er als seltenes Beispiel frühneuzeitlicher protestantischer Friedhofskultur. Zusammen mit der Nikolaikirche und dem Heiligen Grab gehört er seit 1996 zum Stiftungsgut der Evangelischen Kulturstiftung Görlitz. Ab dem Jahr 2000 wurden zahlreiche Sanierungsmaßnahmen am Friedhof durch die Altstadtstiftung Görlitz aus den Mitteln der „Altstadtmillion“ gefördert.

## Geschichte
Ursprünglich umgab der Kirchhof einen Vorgängerbau der heutigen, spätgotischen Nikolaikirche. Seine Fläche beschränkte sich zunächst wohl weitgehend auf den heute gepflasterten südlichen Platz vor der Kirche sowie auf das nördlich des Gotteshauses gelegene Terrain. Eine Erweiterung der Fläche nach Norden schon im Mittelalter ist wahrscheinlich. Die Vergrößerung des Kirchhofs um seinen gesamten westlichen Bereich durch die Eingliederung des Areals eines früheren Pfarrhofes ist für das Jahr 1624 belegt. Im früheren 19. Jahrhundert wurden die Umfriedungsmauer südlich der Kirche und das dort befindliche Zugangstor abgerissen. Dieser Bereich des Kirchhofs wurde zu einem baumbestandenen Vorplatz des Gotteshauses umgestaltet.
Der Nikolaikirchhof ist Mitglied des Gartenkulturpfades beiderseits der Neiße. Dies verbessert die Möglichkeiten der Pflege (Parkseminare) und die Aussichten auf Förderung sowie die touristische Erschließung.

## Typus
Der Nikolaikirchhof verkörpert den Typus eines protestantischen Gottesackers, wie er sich mit der Reformation entwickelte. Charakteristisch ist die Ausformung als feiner, stiller ort, wie es Martin Luther gefordert hatte. Begräbnisstätten sollten der Betrachtung des Todes, des Jüngsten Gerichtes und der Auferstehung dienen. Der Vorstellung des Reformators entsprechend führen viele der Grabmal- und Epitaphinschriften dem Vorübergehenden die Vergänglichkeit des irdischen Lebens vor Augen. Sie fordern zu religiöser Kontemplation auf und verweisen auf die grundlegende Bedeutung des seligen Sterbens.
Nach protestantischer Vorstellung nahmen nicht mehr die Fürbitte eines Heiligen oder ein kirchliches Gebet Einfluss auf das Seelenheil eines Verstorbenen. Daher war nicht länger die Beisetzung in oder zumindest an einer Kirche erstrebenswert, wie es das ganze Mittelalter hindurch üblich war. Wie auch andernorts änderte sich infolge dieser gewandelten Vorstellung auf dem Nikolaikirchhof die Sozialtopografie der Bestattungen. Vornehme bürgerliche Grablegen entstanden in allen Bereichen des Kirchhofs, bevorzugt jedoch auf dem westlichen Teil, der sich, da er erst 1624 zum Terrain des Kirchhofs hinzugeschlagen wurde, dafür besonders anbot. Auch die Grufthäuser der vornehmsten Görlitzer Familien befinden sich nicht nur an der Außenwand der Nikolaikirche, sondern auch frei stehend auf dem Feld und ebenso unmittelbar an der Kirchhofsmauer. Dieser Platz war vor der Reformation vor allem missliebigen und suspekten Personengruppen vorbehalten. Besonders an der nördlichen Mauer ist die Tendenz zur Anordnung der Grufthäuser in Reihe zu erkennen. Hierin ist ein Einfluss nachreformatorischer Camposanto-Friedhöfe zu sehen.

## Grabmale und Epitaphe

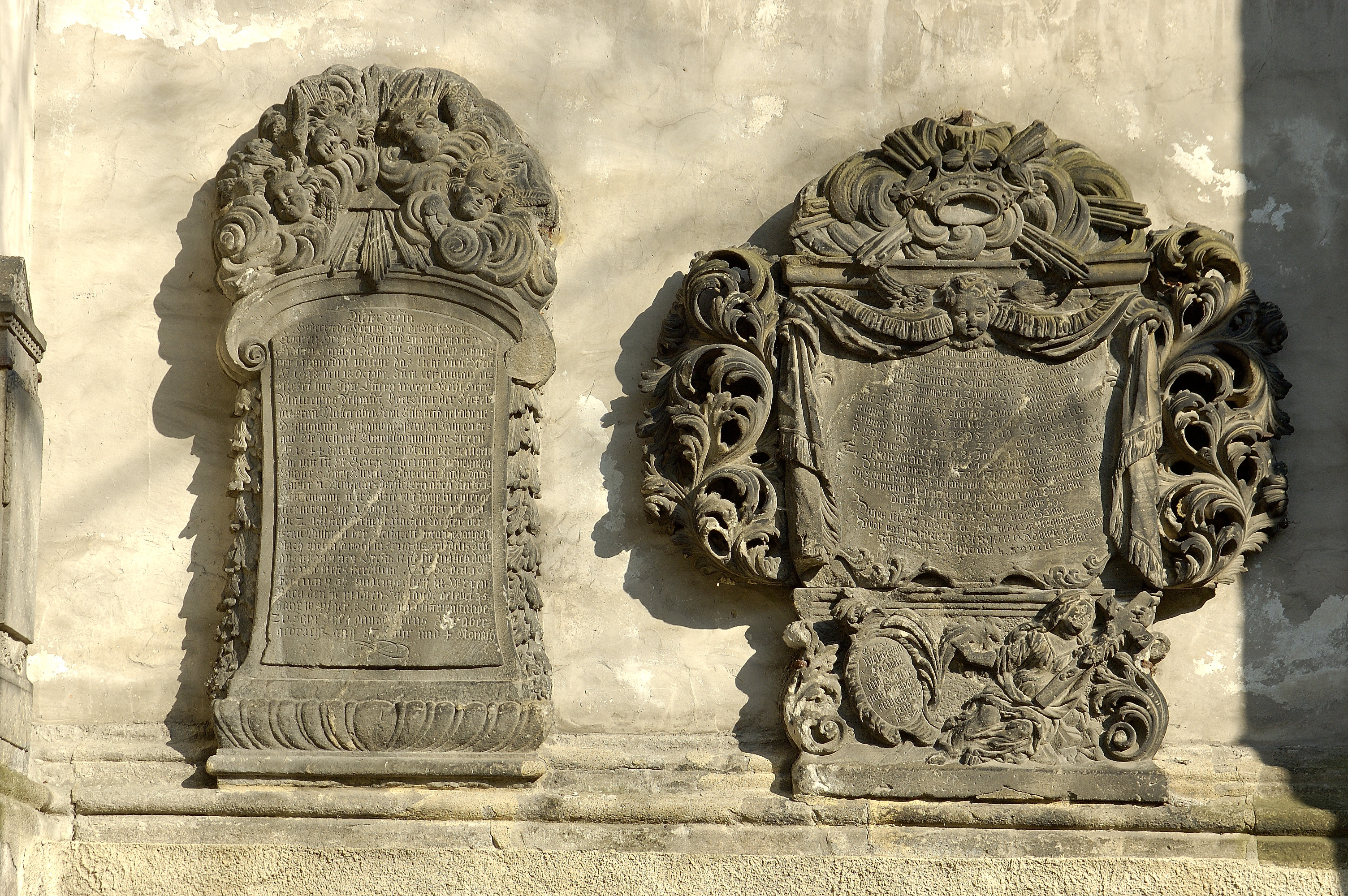
Epitaphe an der Kirche

Auf dem Nikolaikirchhof ist ein Bestand von etwa 850 Grabmalen und Epitaphen erhalten. Diese stammen aus dem Zeitraum vom frühen 17. Jahrhundert bis zur Mitte des 19. Jahrhunderts. Jüngere Grabmale oder Erinnerungstafeln bilden eine Ausnahme, da nach 1847 nur noch bereits bestehende Grüfte und die Grufthäuser weiterbelegt wurden. Stilistisch lassen sich die Grabmale dem Manierismus, dem Barock und Rokoko sowie dem Klassizismus zuordnen. Die späteren Grabmale zeigen Formen der Romantik und des aufkommenden Historismus. Während die Grabmale bis in das frühe 19. Jahrhundert aus schlesischem Sandstein geschlagen wurden, ist in den folgenden Jahrzehnten die Tendenz zum weicheren Elbsandstein und zu Gusseisen mit aufgesetzten Buchstaben zu beobachten. Hier zeigen sich schon die Anfänge industrieller Vorfertigung.
Vor allem die Grabmale des 17. und 18. Jahrhunderts sind durch umfangreiche Inschriften teils religiös-erbaulichen, teils biografischen Inhalts gekennzeichnet. Deren Bildprogramm zeigt ein breites Repertoire an Vergänglichkeitsmotivik. Wiederholt werden die christlichen Tugenden Glaube, Liebe und Hoffnung in Gestalt von Allegorien dargestellt. Zahlreiche Steine sind mit christlichen Emblemata versehen.

Alte Gräber auf dem Nikolaikirchhof
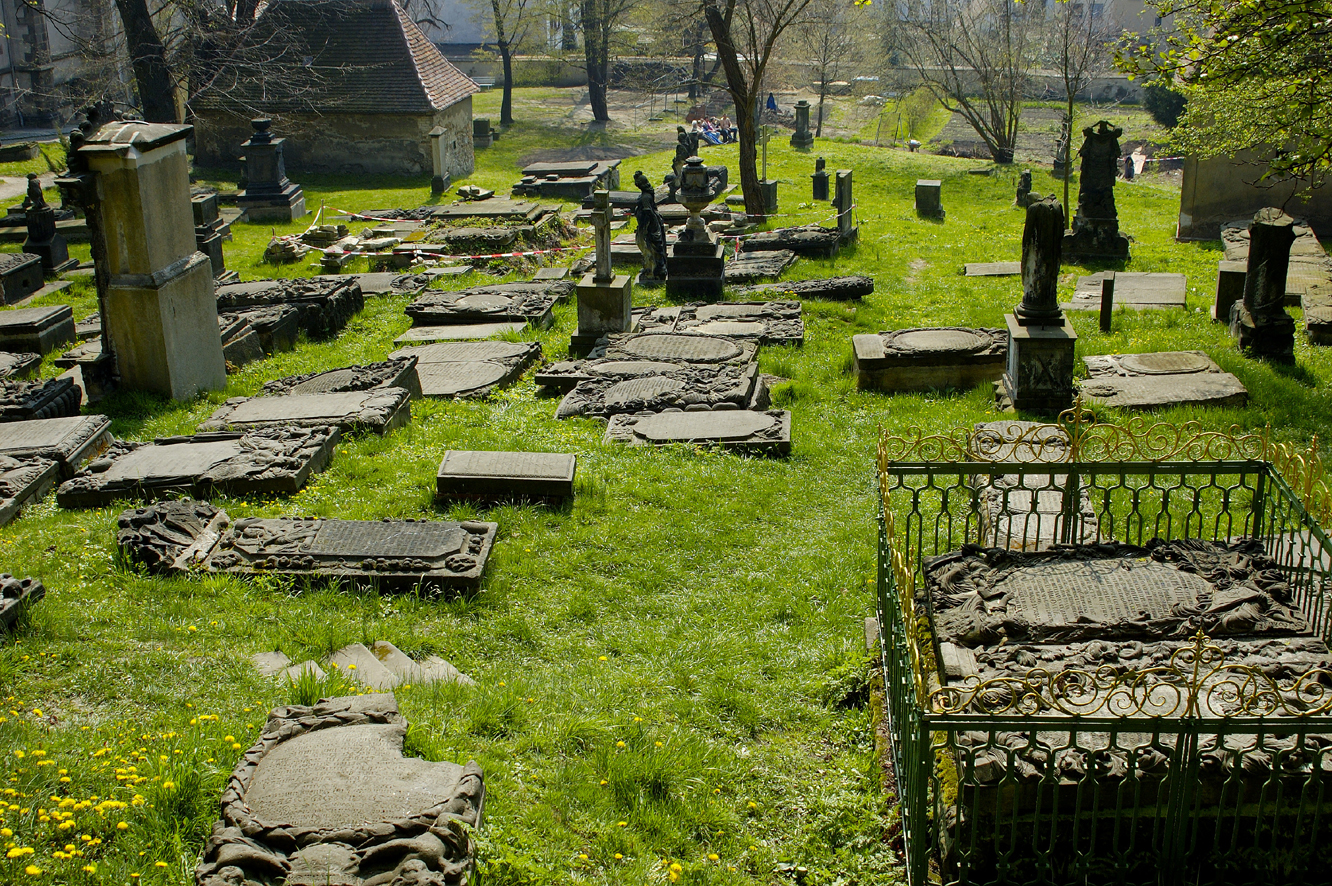
Blick von Norden auf den westlichen Bereich
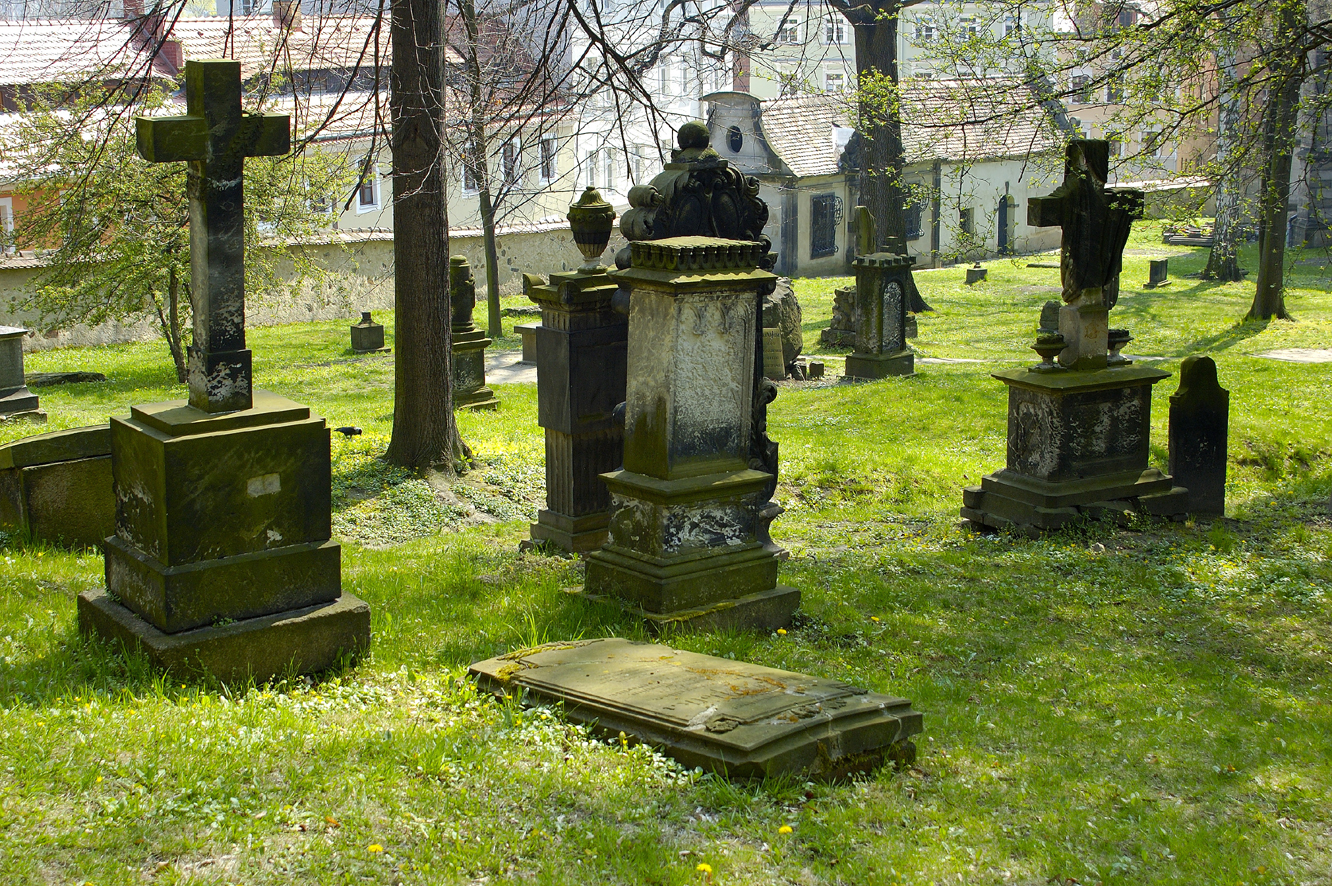
Östlicher Kirchhofbereich
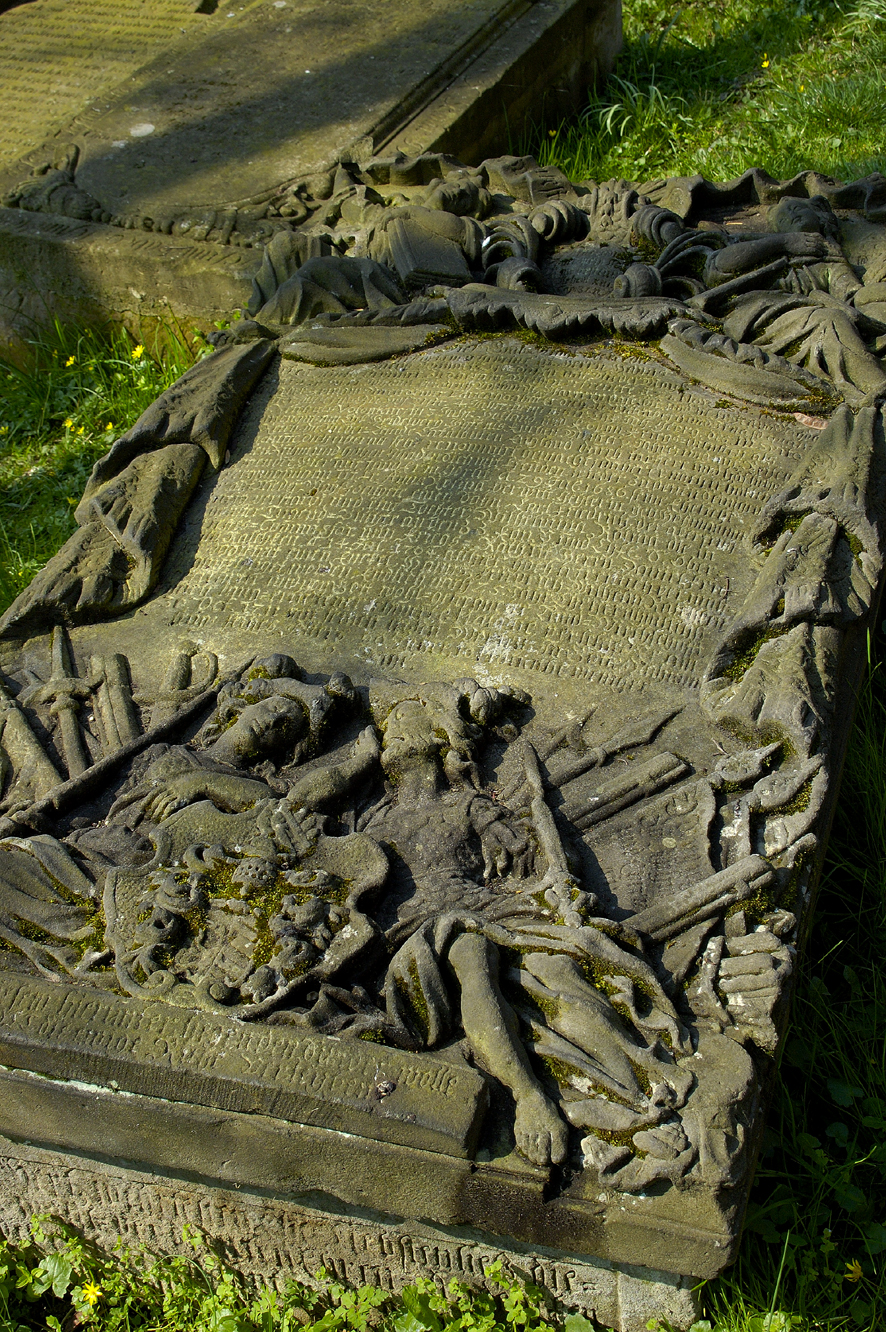
Grabplatte aus dem späten 17. Jahrhundert
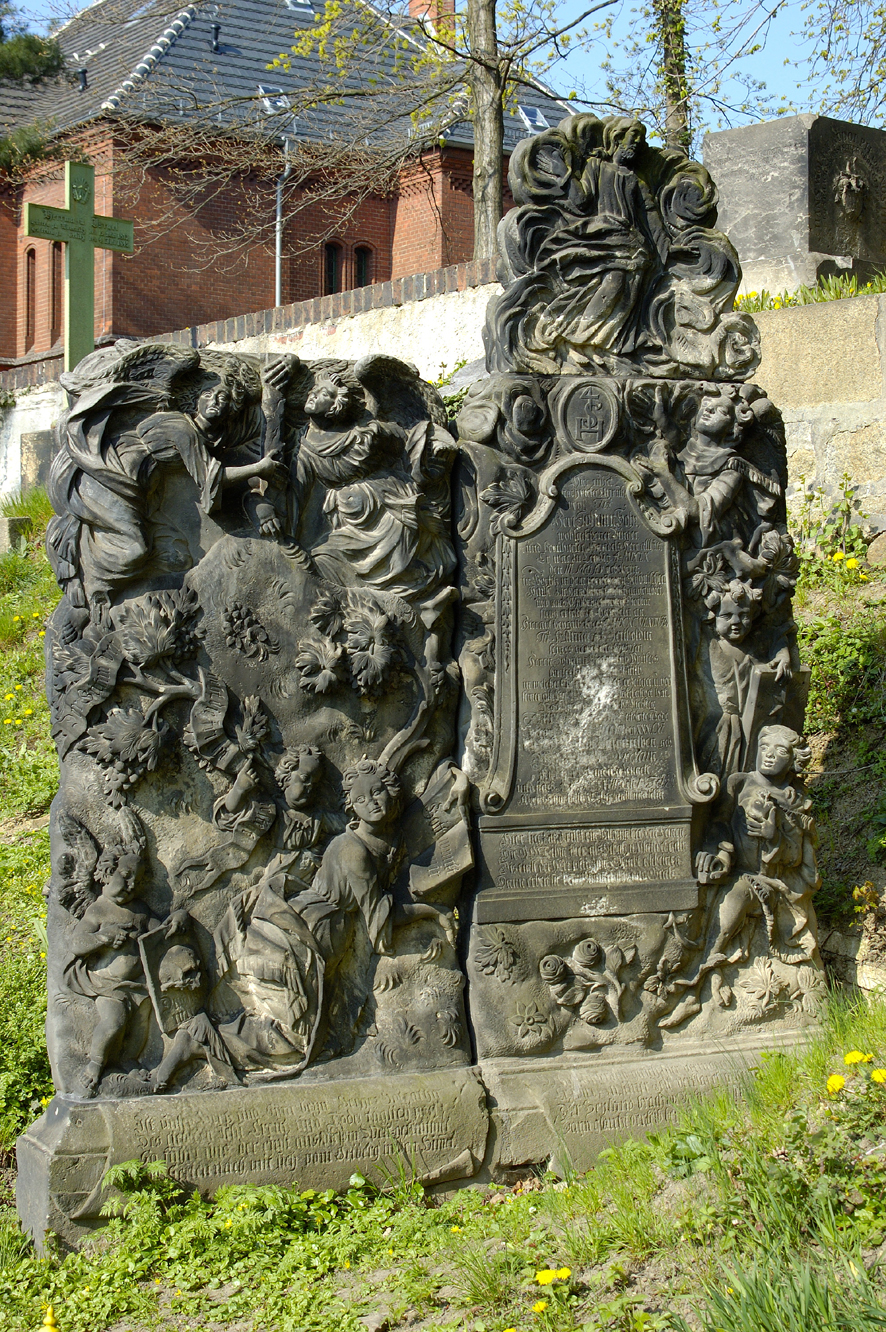
Grabmale aus dem frühen 18. Jahrhundert
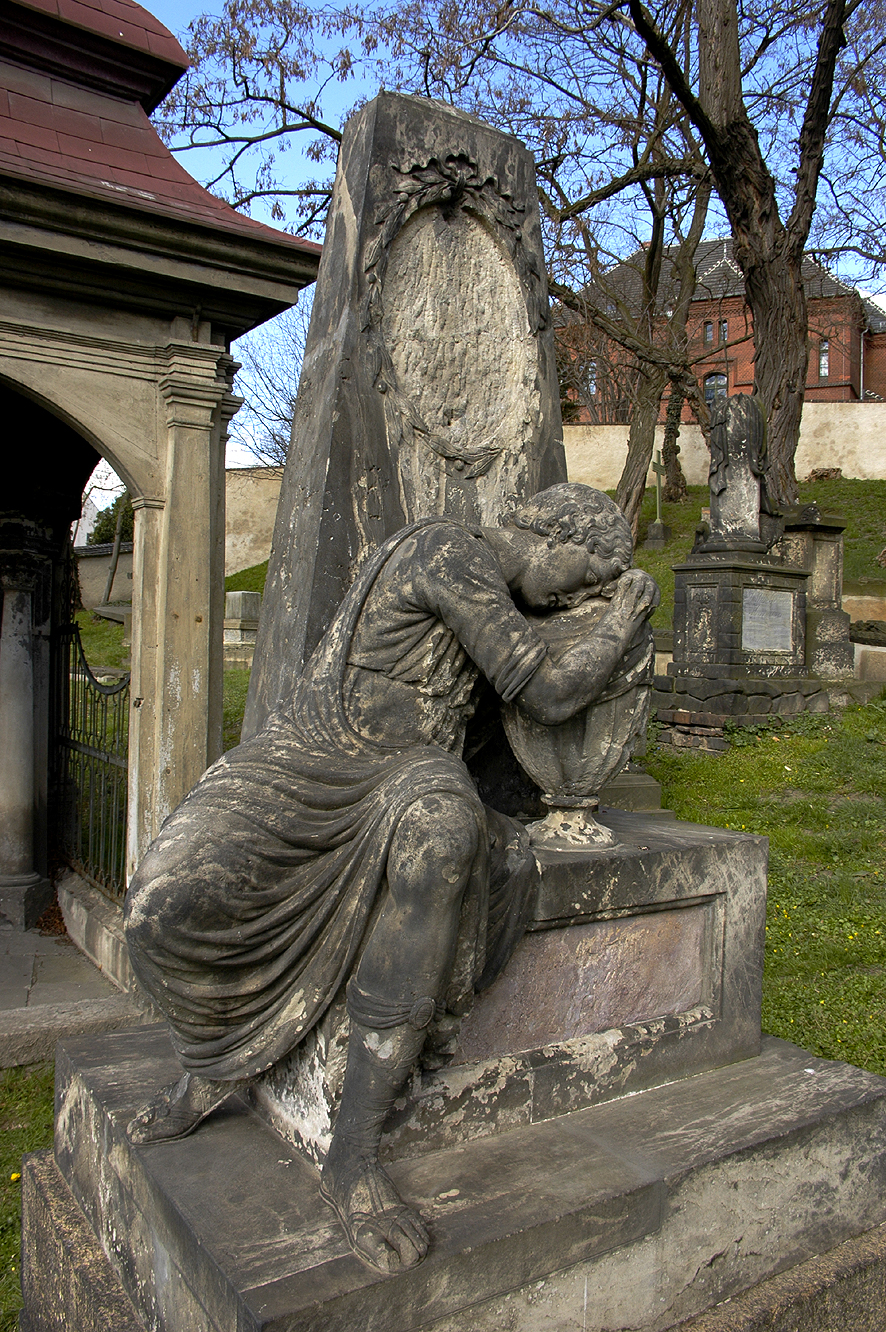
Grabmal um 1815
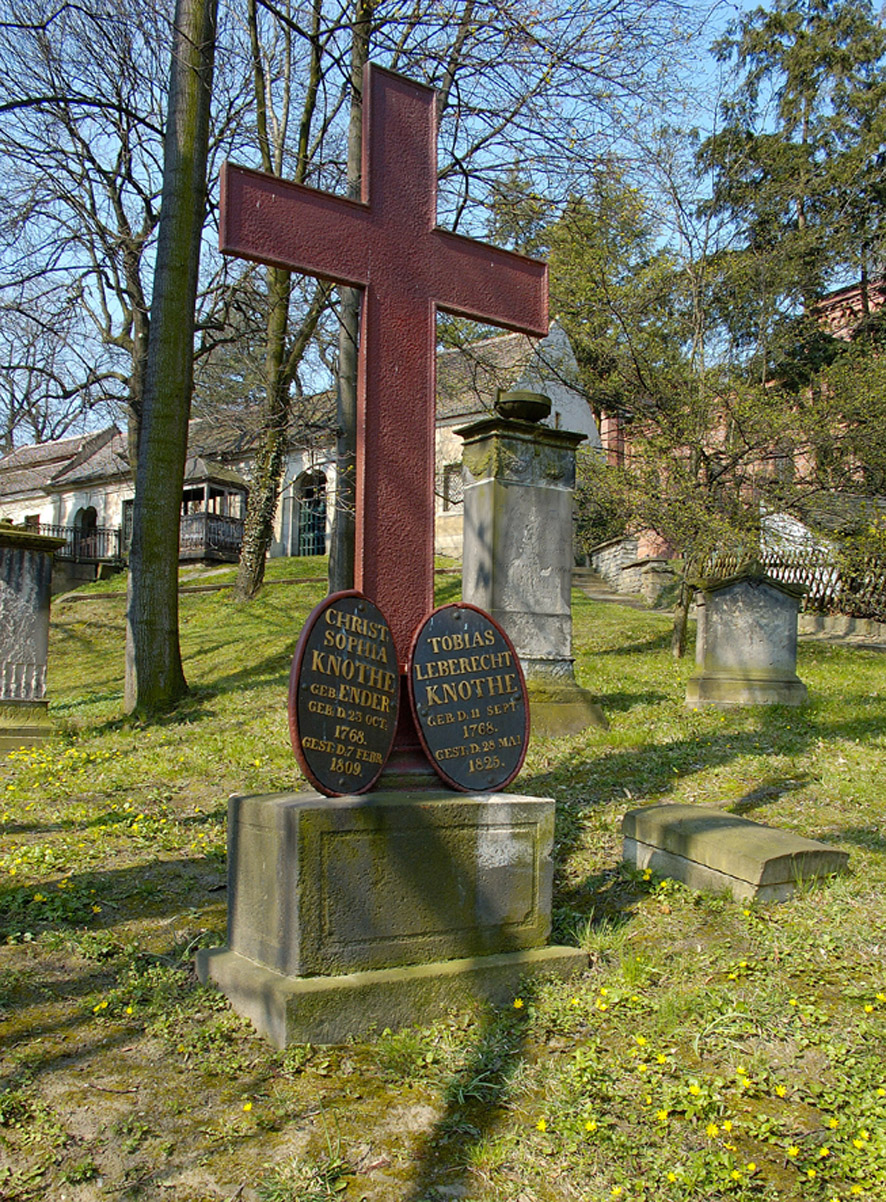
Grabmal aus Gusseisen
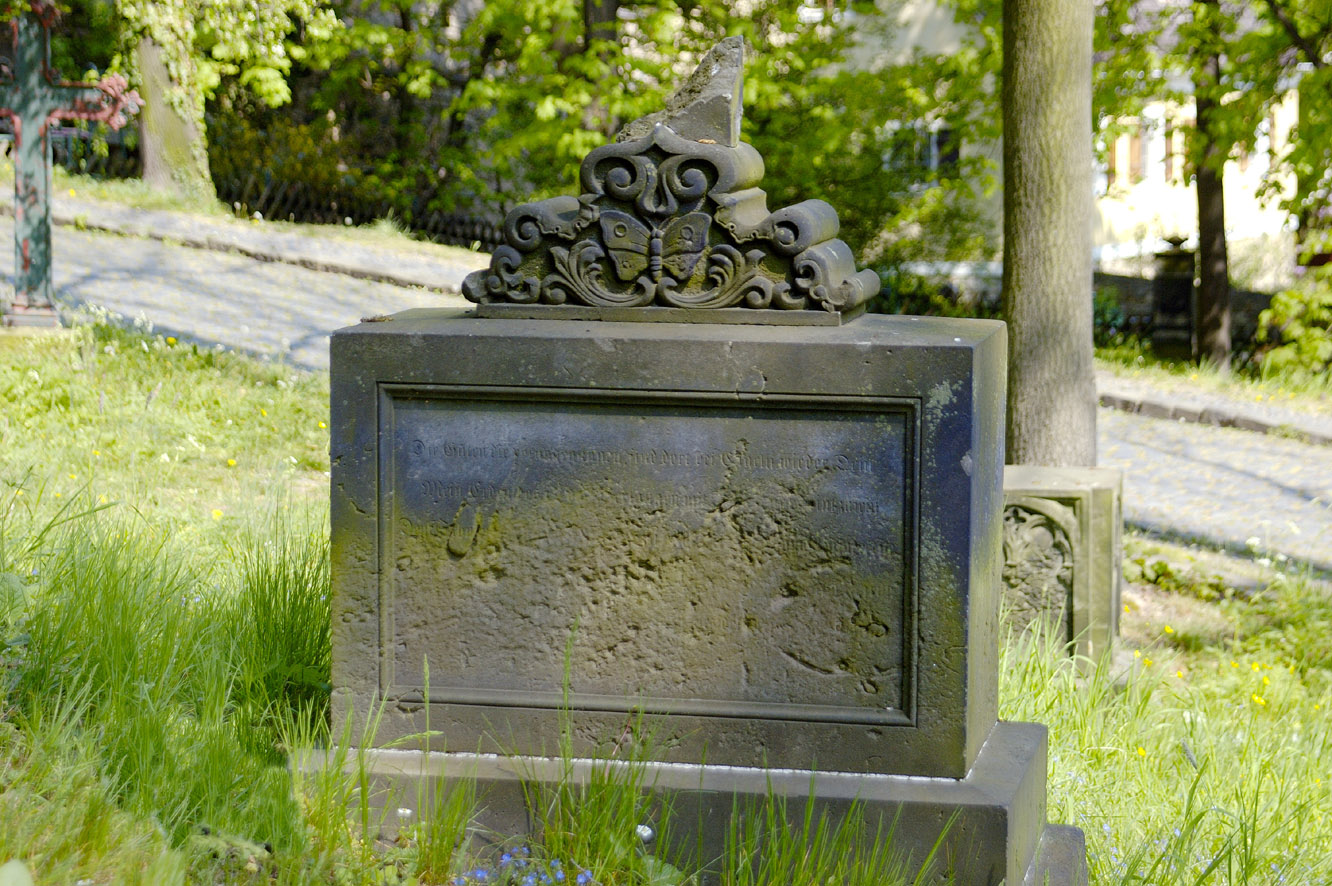
Detail eines Grabmals aus dem frühen 19. Jahrhundert

## Grufthäuser
Von den ursprünglich mindestens 21 Grufthäusern sind 17 erhalten. Der früheste bekannte Erbauungszeitraum eines Grufthauses liegt um das Jahr 1618. Der überwiegende Teil der Bauten entstand jedoch um 1700 und in der Zeit nach dem Stadtbrand von 1717, als in Mitleidenschaft gezogene Mausoleen neu aufgeführt oder baulich verändert wurden. Eine besondere Prachtentfaltung lässt sich im Innern der Gebäude beobachten, wo die Grabmale in überbordender Fülle altarähnliche Gestalt mit vollplastischem Allegorienschmuck annehmen können. Viele der Grabmale waren ursprünglich von gemalten Draperien eingefasst, die zum Teil fragmentarisch erhalten sind. Auch die Existenz von gemalten Porträts der Verstorbenen ist mehrfach belegt. Neben der religiösen Erbauung dienten diese Bauwerke der Repräsentation und dem Memorialkult der städtischen Oberschicht von Görlitz.

Grufthäuser auf dem Nikolaikirchhof
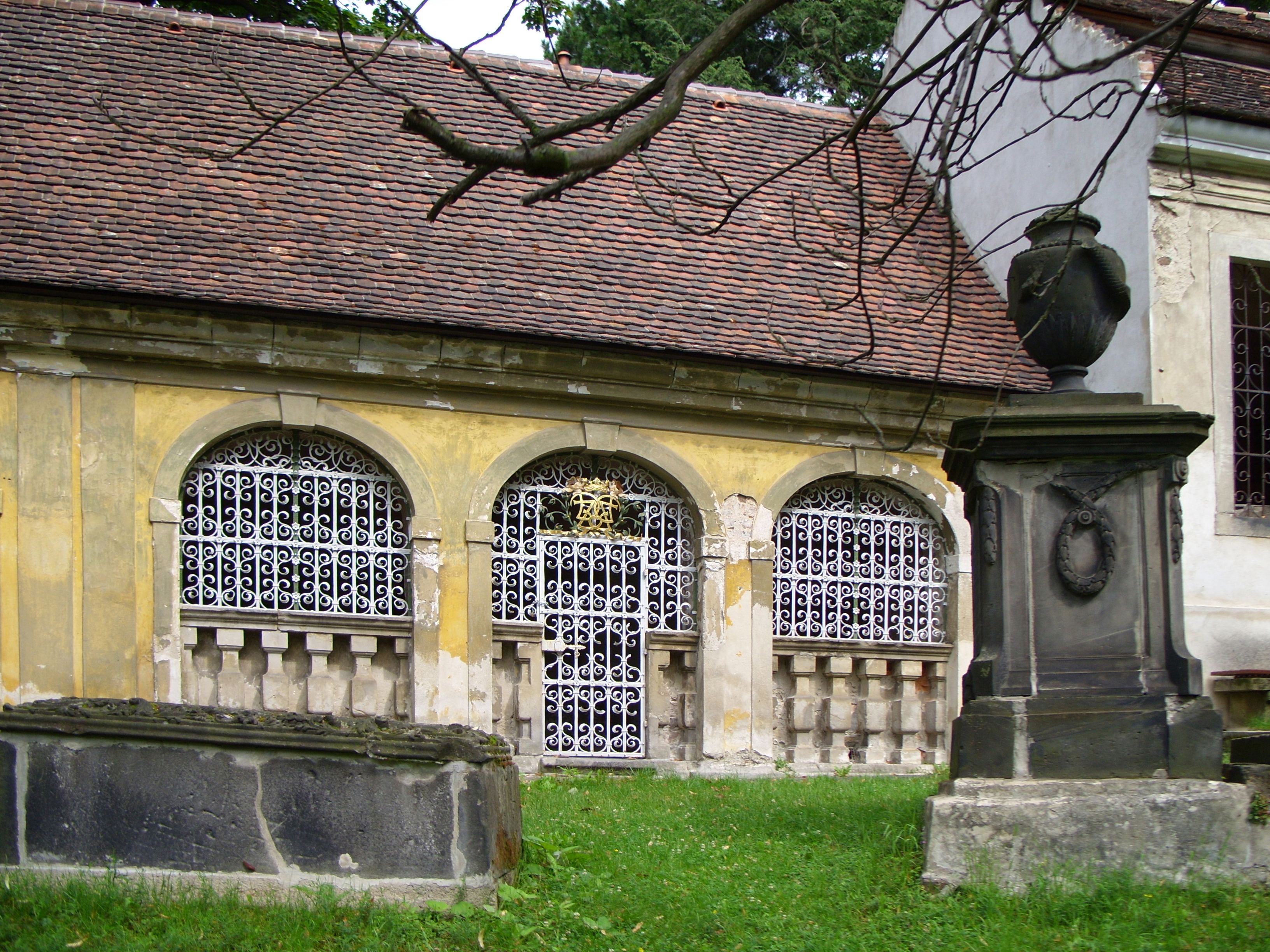
Grufthaus Zobel
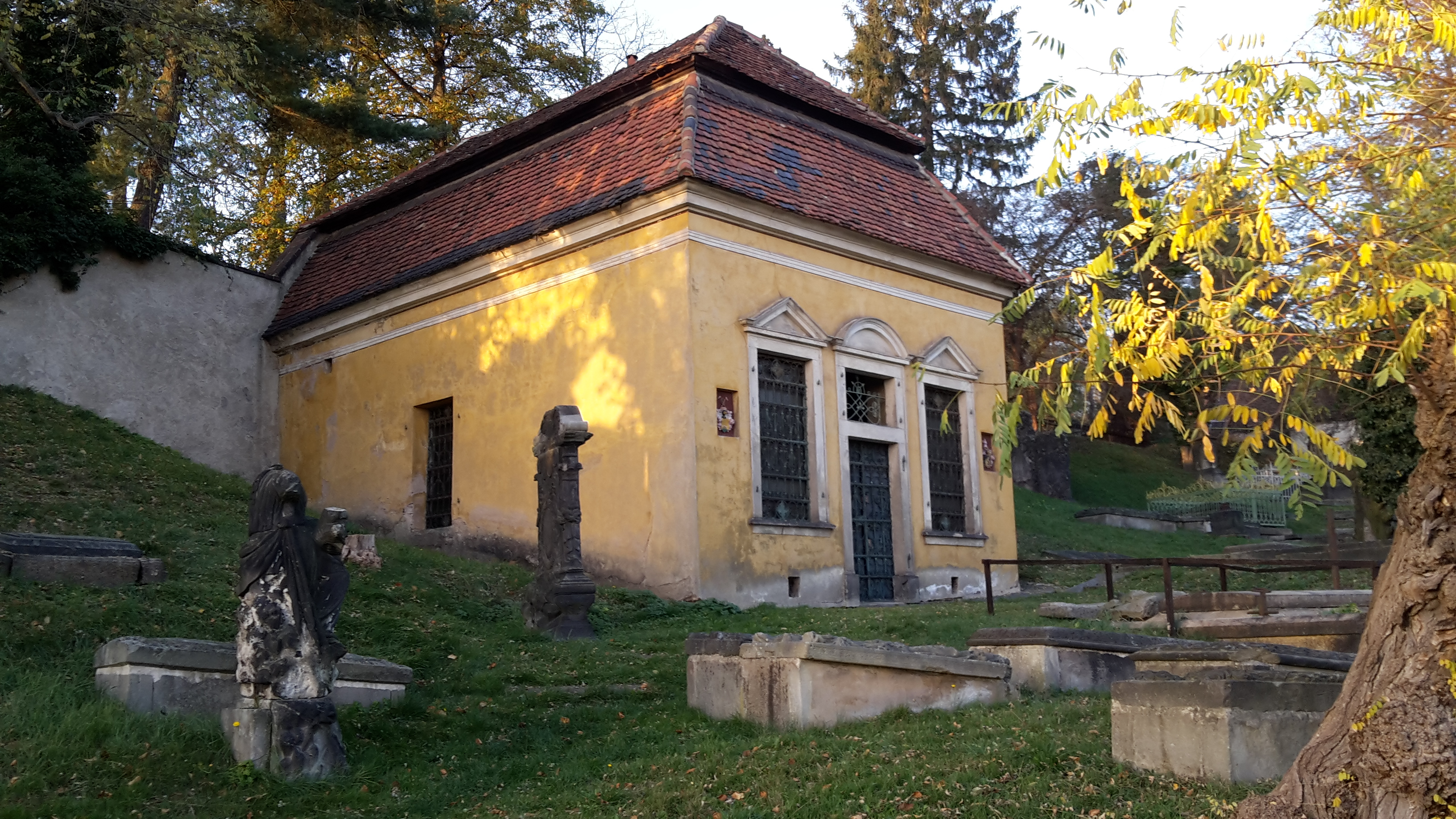
Grufthaus Gobius
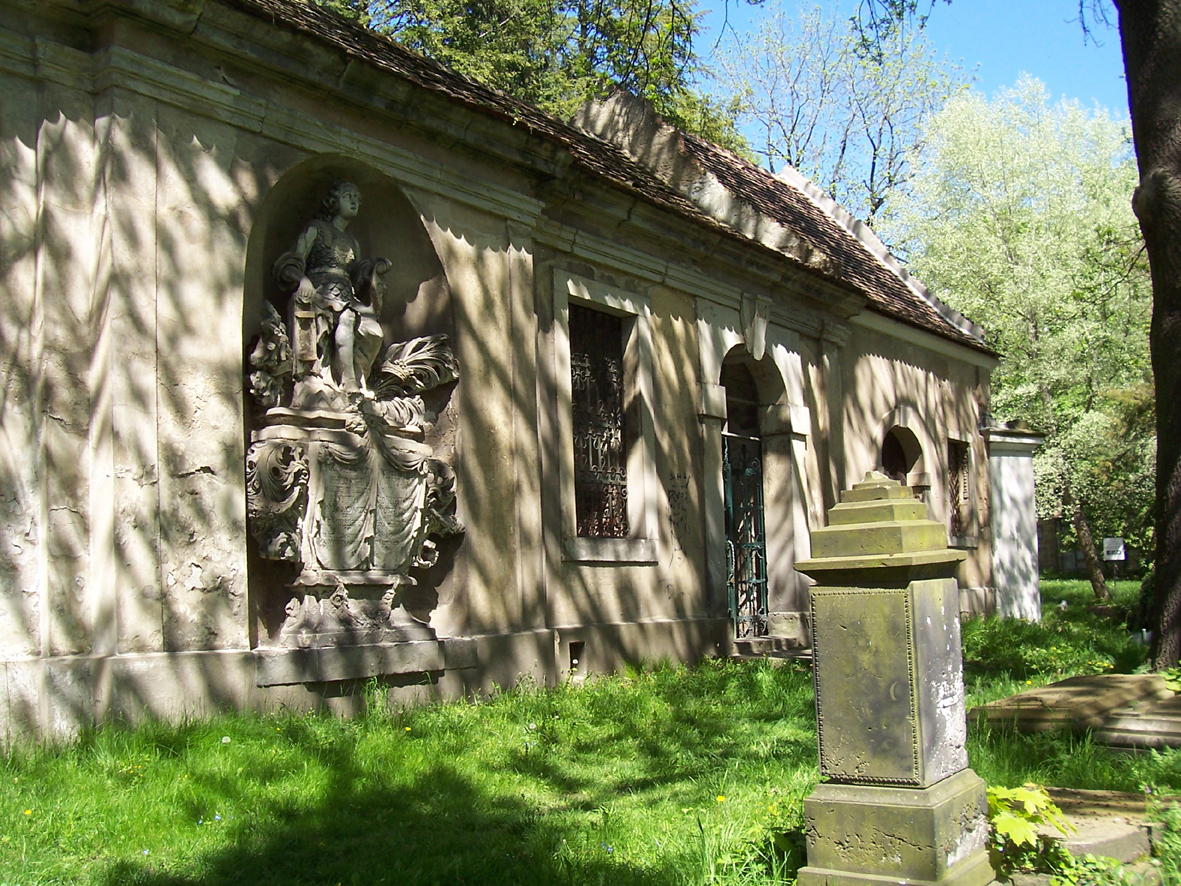
Grufthausreihe
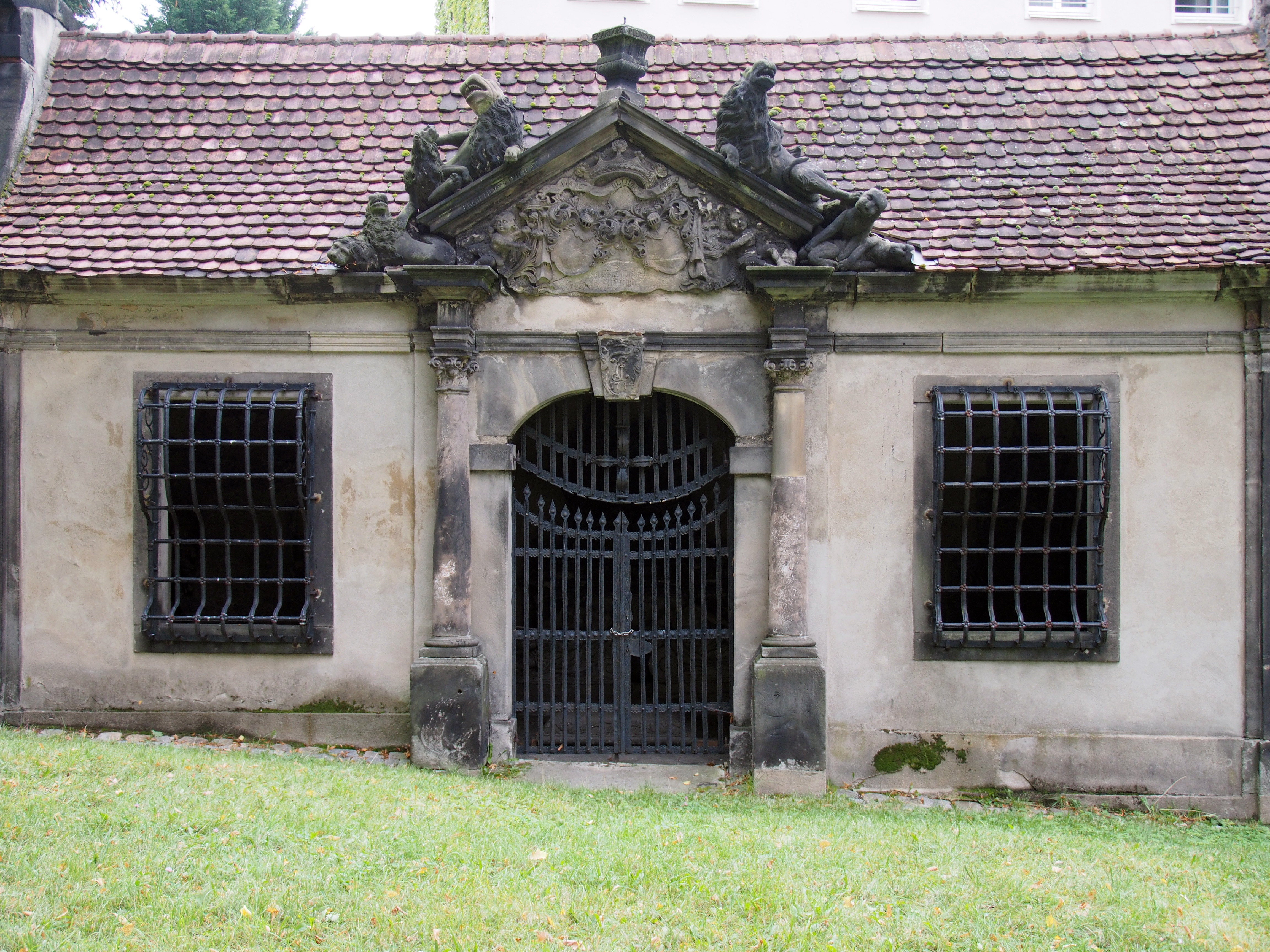
Fröhlichgruft
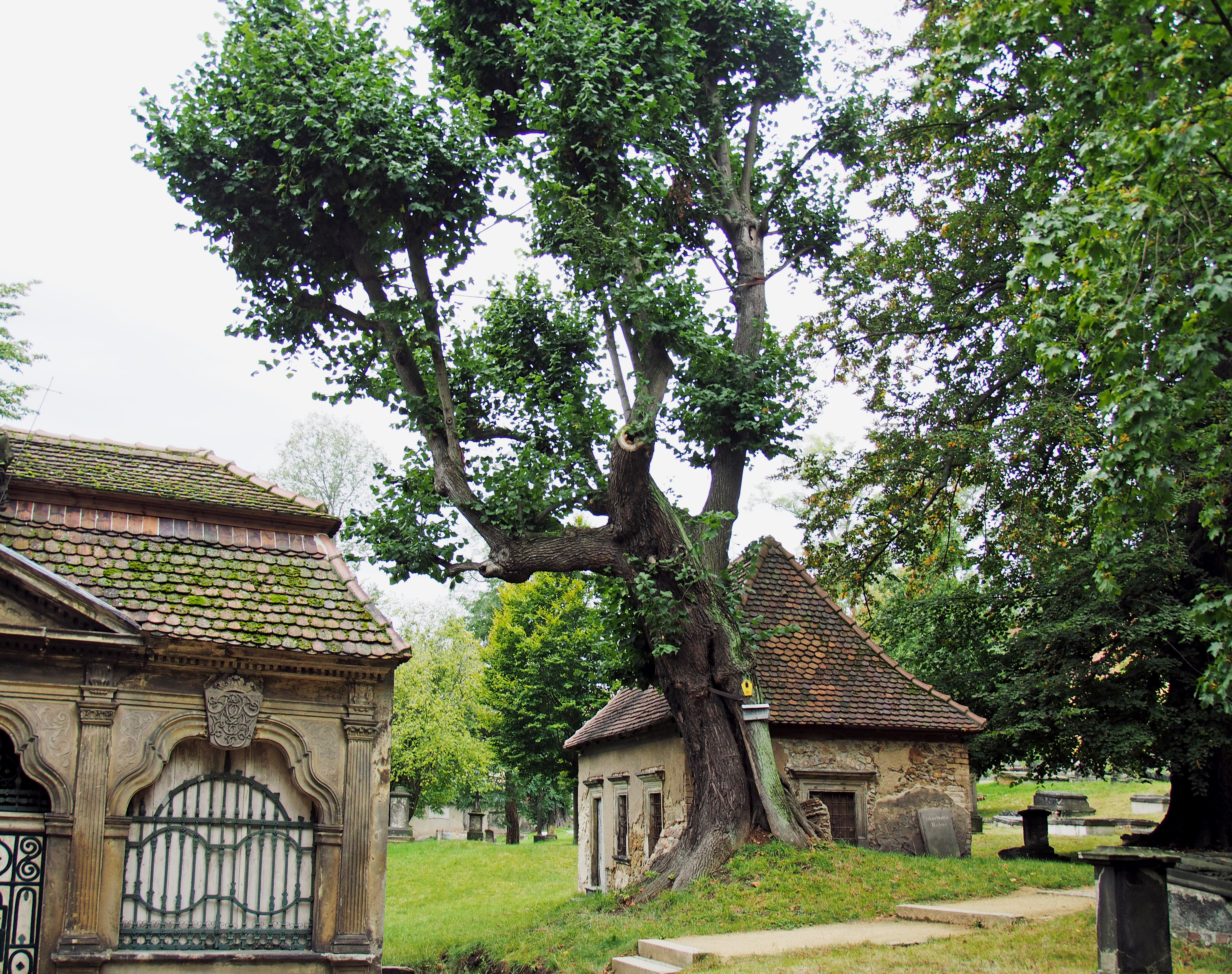
Jakobigruft (li), Gehlergruft (re)
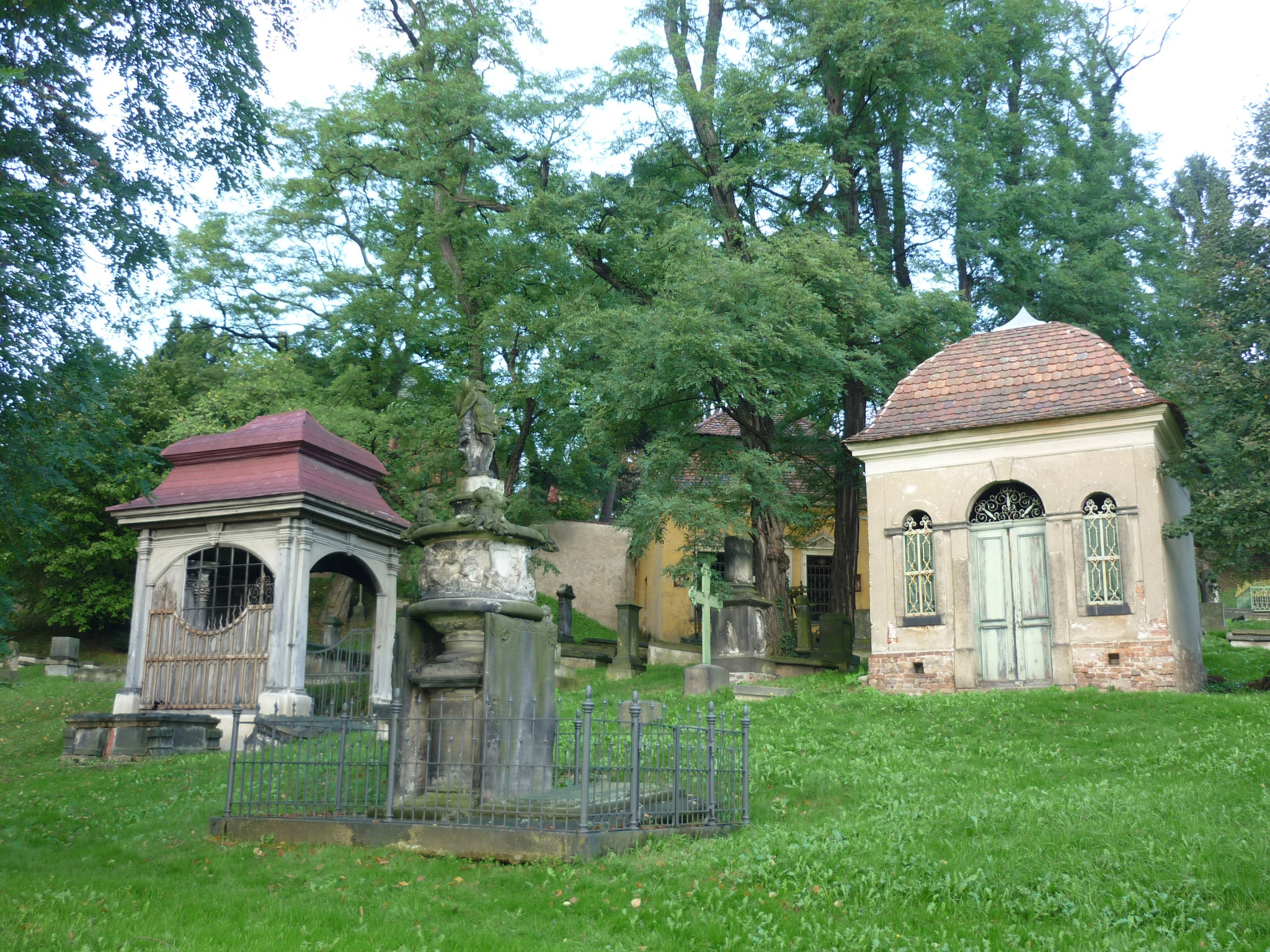
Möllergruft (li), Tobiasgruft (re)
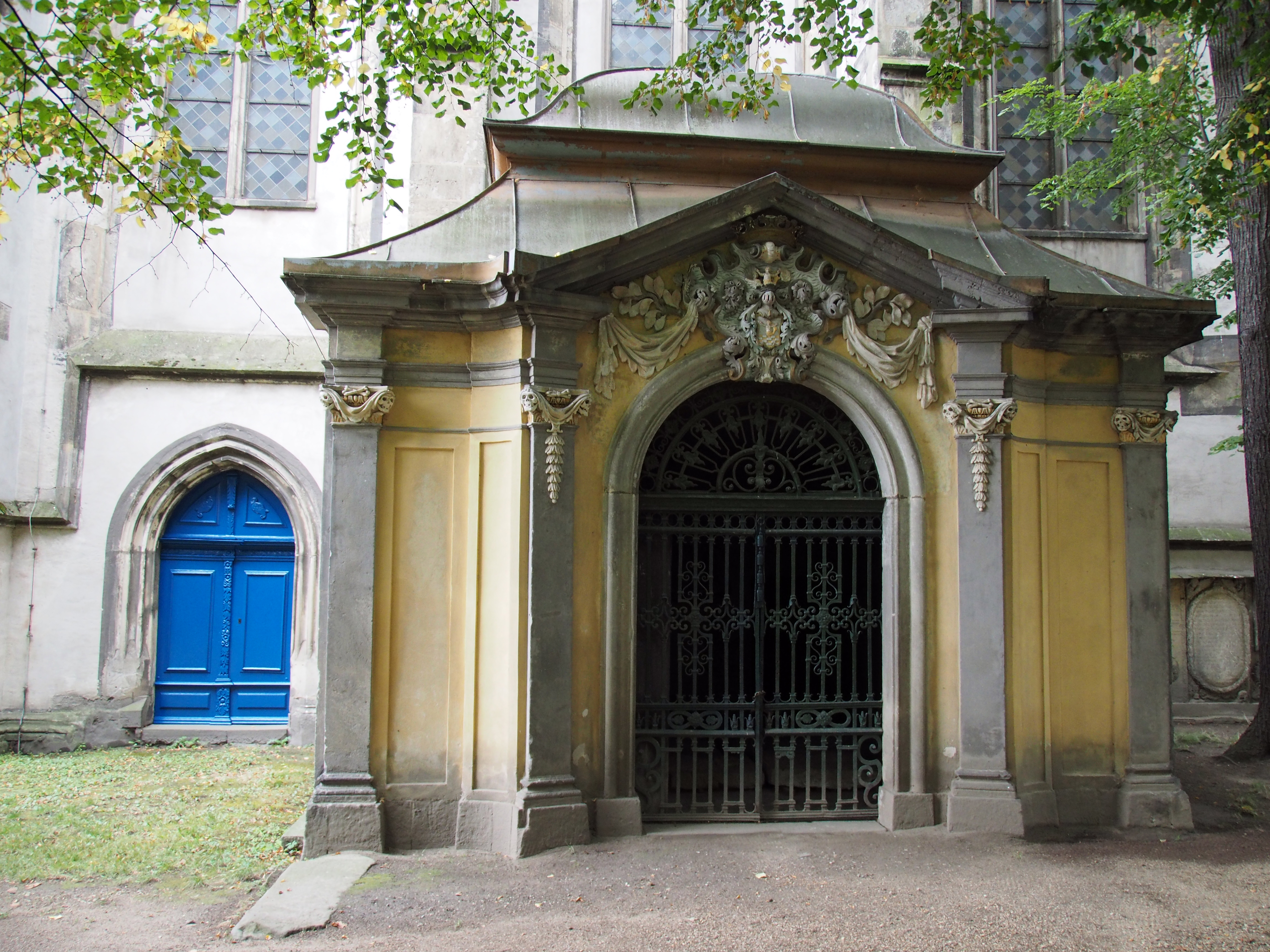
Emmerichgruft

## Persönlichkeiten
- Johannes Maximilian Avenarius (* 1887 in Greiffenberg; † 1954 in Berlin-Müggelheim); expressionistischer Maler, Grafiker und Illustrator
- Jakob Böhme (* 1575 in Alt Seidenberg bei Görlitz; † 1624 in Görlitz); bekannter deutscher Mystiker, Philosoph und christlicher Theosoph

- Gregor Gobius (* 1588 in Glogau; † 1658 in Görlitz), Bürgermeister von Görlitz und Alchimist

- Christian August Struve (1767–1807); Arzt, Apothekenbesitzer und Dichter[3]

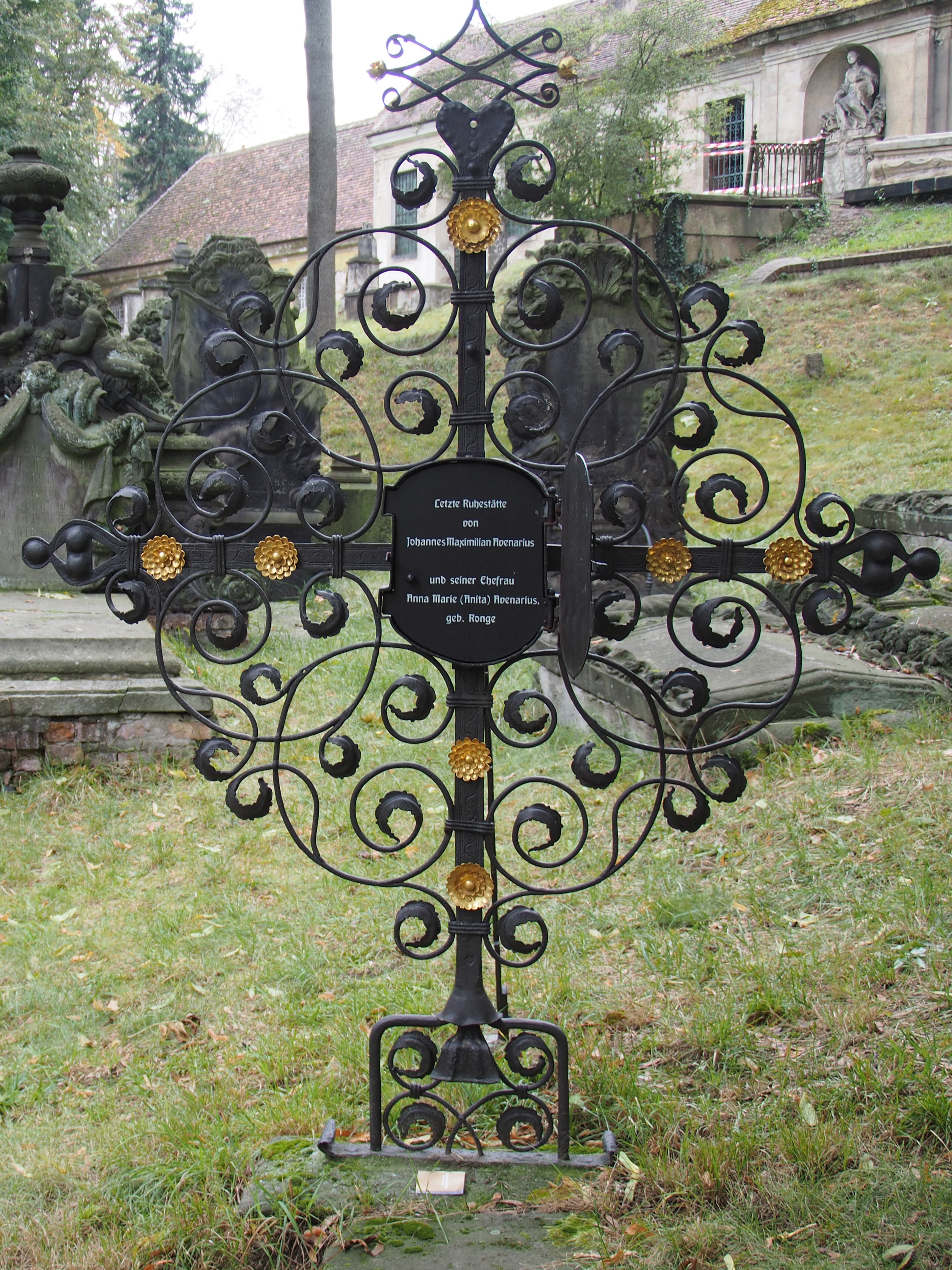
Grabmal Johannes M. Avenarius
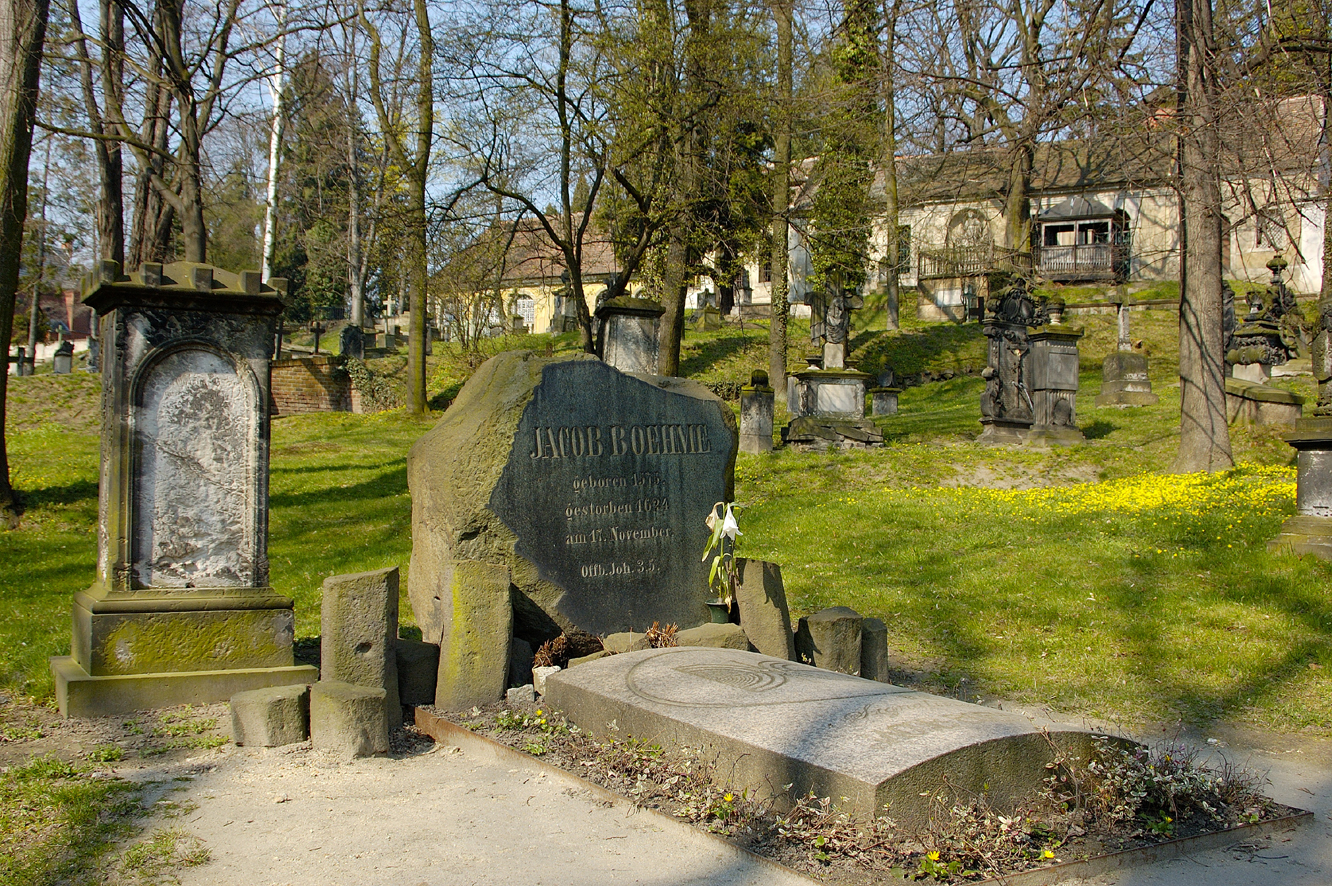
Grabmal Jakob Böhme
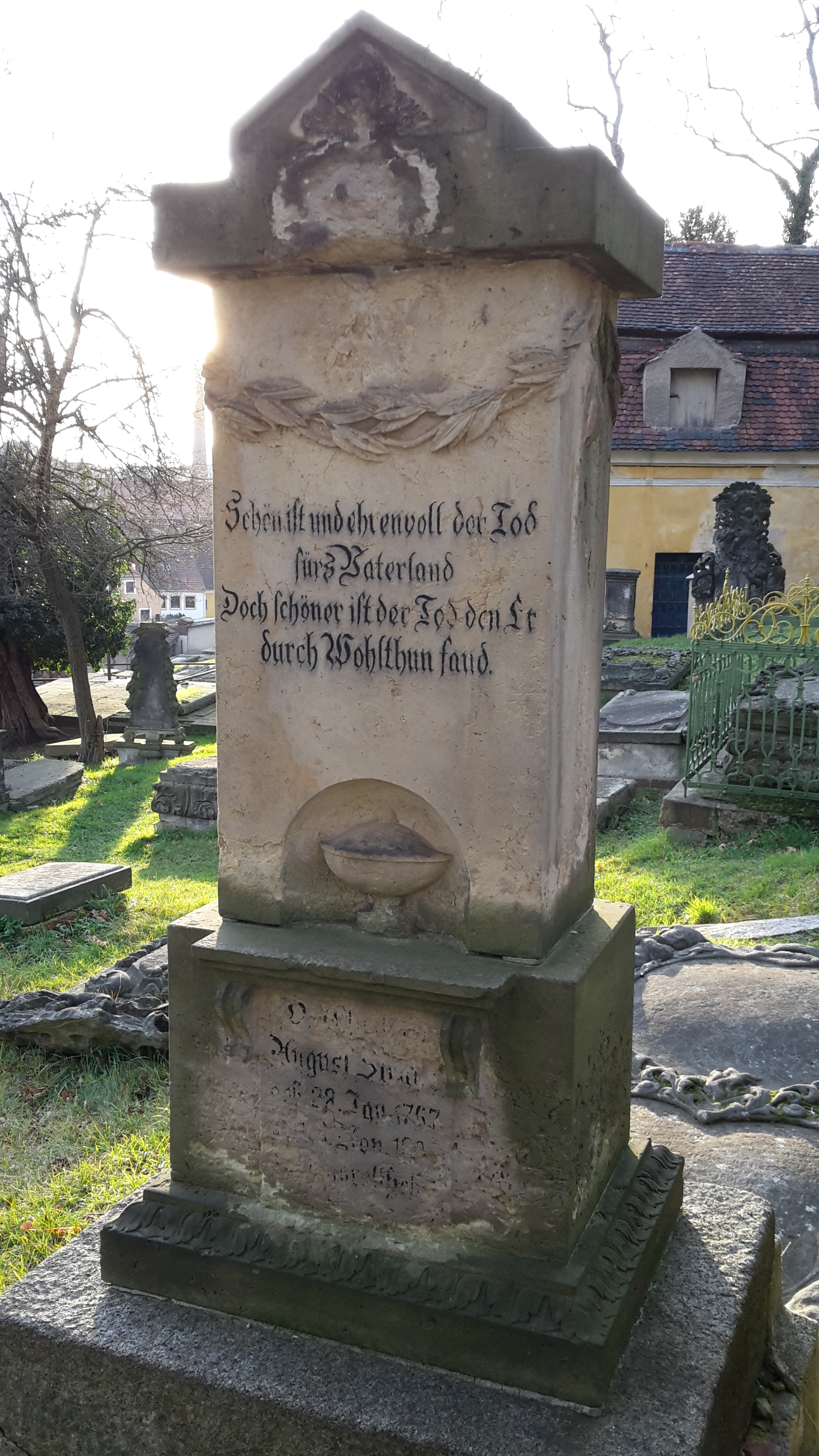
Grabmal Christian August Struve